# Phoenicopteridae
Phoenicopteridae este o familie de păsări din ordinul Phoenicopteriformes, care include genul flamingo.

## Taxonomie
Familia cuprinde 6 specii din 3 genuri:
- Phoenicopterus Linnaeus, 1758
  - Phoenicopterus roseus Pallas, 1811 - flamingo roz, răspândit în Africa, Asia Mijlocie și Europa Centrală.
  - Phoenicopterus ruber Linnaeus, 1758 - flamingo roșu, prezent în Caraibe, în Mezoamerica și în Galapagos, anterior fiind considerat o subspecie de flamingo roz
  - Phoenicopterus chilensis Molina, 1782 - flamingo chilian/de Chile, răspândit în America de Sud
- Phoeniconaias G.R.Gray, 1869
  - Phoeniconaias minor (É.Geoffroy Saint-Hilaire, 1798) - flamingo minor, prezent în Africa și în India
- Phoenicoparrus Bonaparte, 1856
  - Phoenicoparrus andinus (Philippi, 1854) - flamingo andin, răspândit în Anzii meridionali
  - Phoenicoparrus jamesi (P.L.Sclater, 1886) - flamingo de James, răspândit în Anzii septentrionali (nordici)